# ماونت ایولین، ویکتوریا
ماونت ایولین (به انگلیسی: Mount Evelyn) یک منطقهٔ مسکونی در استرالیا است که در ویکتوریا (استرالیا) واقع شده‌است.

## جستارهای وابسته

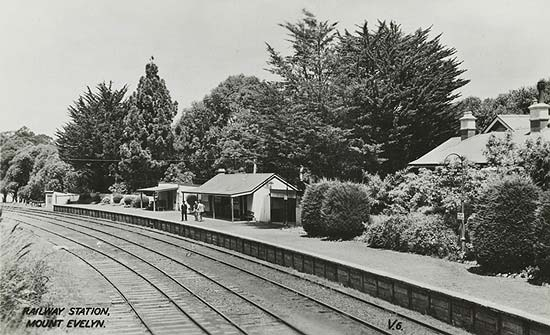
ایستگاه راه‌آهن کوه اولین در اواسط دهه ۱۹۴۰. این ایستگاه به‌طور غیرمعمولی در ۱۹۲۰برچسب گذاری شده بود و در سال ۱۹۸۶کتابخانه‌اش راه اندازی شد.